# Stygocyathura specus
Stygocyathura specus är en kräftdjursart som först beskrevs av Bowman 1965.  Stygocyathura specus ingår i släktet Stygocyathura och familjen Anthuridae. Inga underarter finns listade i Catalogue of Life.